# 納維-斯托克斯存在性與光滑性

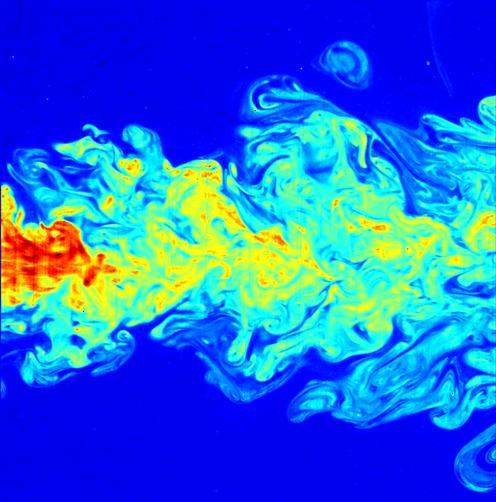
平面激光誘導熒光的可視化湍流。

納維-斯托克斯存在性與光滑性（英語：Navier–Stokes existence and smoothness）是有關纳维－斯托克斯方程（英語：Navier-Stokes equations）其解的數學性質有關的數學問題，是美國克雷數學研究所在2000年提出的7個千禧年大獎難題中的一個問題。
納維－斯托克斯方程式是流體力學的重要方程式，可以描述空間中流體（液體或氣體）的運動。納維－斯托克斯方程式的解可以用到許多實務應用的領域中。不過對於納維－斯托克斯方程式解的理論研究仍然不足，尤其納維－斯托克斯方程式的解常會包括紊流。雖然紊流在科學及工程中非常的重要，不過紊流仍是未解決的物理學問題之一。
許多納維－斯托克斯方程式解的基本性質都尚未被證明。例如數學家就尚未證明在三維座標，特定的初始條件下，納維－斯托克斯方程式是否有符合光滑性的解。也尚未證明若这样的解存在時，其動能有其上下界，這就是「納維-斯托克斯存在性與光滑性」問題。
由於瞭解納維－斯托克斯方程式被視為是瞭解難以捉摸的紊流現象的第一步，克雷數學研究所在2000年5月提供了美金一百萬的獎金給第一個提供紊流現象相關資訊的人，而不是給第一個創建紊流理論的人。基於上述的想法，克雷數學研究所設定了以下具體的數學問題。

證明或反證以下的敘述：

在三維的空間及時間下，給定一啟始的速度場，存在一向量的速度場及純量的壓強場，為納維－斯托克斯方程式的解，其中速度場及壓強場需滿足光滑及全局定義的特性。

## 納維－斯托克斯方程
以數學的觀點來看，纳维－斯托克斯方程是一個針對任意維度向量場的非線性偏微分方程。在物理及工程的觀點，纳维－斯托克斯方程是一個用连续介质力学描述液體或非稀疏氣體運動的方程式組。此方程式是以牛頓第二運動定律為基礎，考慮一黏滯性牛頓流體的所有受力，包括壓強、黏滯力及外界的体积力。
由於克雷數學研究所提出的問題是以三維空間下，不可壓縮的勻質流體為準，以下也只考慮此條件下的纳维－斯托克斯方程。
令{\displaystyle \mathbf {v} ({\boldsymbol {x}},t)}為描述流體速度的三維向量場，且{\displaystyle p({\boldsymbol {x}},t)}為流體壓強。纳维－斯托克斯方程為：
{\displaystyle {\frac {\partial \mathbf {v} }{\partial t}}+(\mathbf {v} \cdot \nabla )\mathbf {v} =-\nabla p+\nu \Delta \mathbf {v} +\mathbf {f} ({\boldsymbol {x}},t)}
其中
{\displaystyle \nu >0}為動黏滯度
{\displaystyle \mathbf {f} ({\boldsymbol {x}},t)}為外力
{\displaystyle \nabla }為梯度運算子
{\displaystyle \displaystyle \Delta }為拉普拉斯算子，也可寫為{\displaystyle \nabla \cdot \nabla }
上述方程是向量方程，可以分解為三個純量的方程，將速度及外力分解為三個座標下的分量：
{\displaystyle \mathbf {v} ({\boldsymbol {x}},t)={\big (}\,v_{1}({\boldsymbol {x}},t),\,v_{2}({\boldsymbol {x}},t),\,v_{3}({\boldsymbol {x}},t)\,{\big )}\,,\qquad \mathbf {f} ({\boldsymbol {x}},t)={\big (}\,f_{1}({\boldsymbol {x}},t),\,f_{2}({\boldsymbol {x}},t),\,f_{3}({\boldsymbol {x}},t)\,{\big )}}
則纳维－斯托克斯方程可寫成以下的形式，{\displaystyle i=1,2,3}：
{\displaystyle {\frac {\partial v_{i}}{\partial t}}+\sum _{j=1}^{3}v_{j}{\frac {\partial v_{i}}{\partial x_{j}}}=-{\frac {\partial p}{\partial x_{i}}}+\nu \sum _{j=1}^{3}{\frac {\partial ^{2}v_{i}}{\partial x_{j}^{2}}}+f_{i}({\boldsymbol {x}},t).}
其中的未知數有速度{\displaystyle \mathbf {v} ({\boldsymbol {x}},t)}及壓強{\displaystyle p({\boldsymbol {x}},t)}。由於只考慮三維空間，因此有三個方程及四個未知數，分別是速度的三個分量及壓強，還需要一個方程才能解出所有的未知數。這個新增的方程是描述流體不可壓縮性的連續性方程式：
{\displaystyle \nabla \cdot \mathbf {v} =0.}
由於最後一個方程式，纳维－斯托克斯方程解的速度會是无散度的向量函數。對於在均勻介質中的无散度流，其密度及動黏滯度為定值。

## 二種條件：無邊界及週期性的空間
克雷數學研究所提出的納維-斯托克斯問題，有二種不同的條件。原始問題是在整個空間{\displaystyle \mathbb {R} ^{3}}中，需要有關初始條件及解隨位置變化的額外資訊。為了不要考慮初始條件及解在無窮遠處的特性，納維-斯托克斯方程也可以設定在一個周期性的空間中，因此不需考慮方程在整個空間{\displaystyle \mathbb {R} ^{3}}，只需考慮方程在一個3維環面{\displaystyle \mathbb {T} ^{3}=\mathbb {R} ^{3}/\mathbb {Z} ^{3}}下的特性。以下會分別處理這二種條件下的問題。

## 在整個空間下問題的說明

### 假設及無窮遠處特性
初始條件{\displaystyle \mathbf {v} _{0}(x)}假設是光滑及无散度的函數，使得對於每一個多重指標{\displaystyle \alpha }及{\displaystyle K>0}，存在一常數{\displaystyle C=C(\alpha ,K)>0}（此常數會依{\displaystyle \alpha }及K而變化）使得
{\displaystyle \vert \partial ^{\alpha }\mathbf {v_{0}} (x)\vert \leq {\frac {C}{(1+\vert x\vert )^{K}}}\qquad }對於所有{\displaystyle \qquad x\in \mathbb {R} ^{3}.}
外力{\displaystyle \mathbf {f} (x,t)}假設也是一個光滑函數，滿足一個非常類似的不等式（此時多重指標也包括時間的導數）：
{\displaystyle \vert \partial ^{\alpha }\mathbf {f} (x)\vert \leq {\frac {C}{(1+\vert x\vert +t)^{K}}}\qquad } 對於所有 {\displaystyle \qquad (x,t)\in \mathbb {R} ^{3}\times [0,\infty ).}
考慮其實際的物理意義，此條件下的解需是光滑函數，當{\displaystyle \vert x\vert \to \infty }時不會快速增加。更精準地說，有以下的假設：
1. {\displaystyle \mathbf {v} (x,t)\in \left[C^{\infty }(\mathbb {R} ^{3}\times [0,\infty ))\right]^{3}\,,\qquad p(x,t)\in C^{\infty }(\mathbb {R} ^{3}\times [0,\infty ))}
2. 存在一常數{\displaystyle E\in (0,\infty )} 使得{\displaystyle \int _{\mathbb {R} ^{3}}\vert \mathbf {v} (x,t)\vert ^{2}dx<E} 對於所有的 {\displaystyle t\geq 0\,.}

條件1表示此函數為光滑、全局定義的函數，條件2表示此解的動能在全局中有上下界。

### 在整個空間中的千禧年大獎難題描述
(A) 在{\displaystyle \mathbb {R} ^{3}}空間下納維-斯托克斯方程式解的存在性及光滑性
令{\displaystyle \mathbf {f} (x,t)\equiv 0}。對於所有符合上述假設的初始條件{\displaystyle \mathbf {v} _{0}(x)}，納維-斯托克斯方程式存在一光滑及全局定義的解，就是存在一速度向量{\displaystyle \mathbf {v} (x,t)}及壓強{\displaystyle p(x,t)}滿足上述的條件1及2。
(B) {\displaystyle \mathbb {R} ^{3}}下納維-斯托克斯方程式解存在性的反證
存在一初始條件{\displaystyle \mathbf {v} _{0}(x)}及外力{\displaystyle \mathbf {f} (x,t)}使得納維-斯托克斯方程式不存在一解滿足上述條件1及2。

## 週期性問題的說明

### 假設
此處的函數需滿足對於位置變數的週期性，其週期為1。更精準地說，令{\displaystyle e_{i}}為j方向的單位向量：
{\displaystyle e_{1}=(1,0,0)\,,\qquad e_{2}=(0,1,0)\,,\qquad e_{3}=(0,0,1)}
則{\displaystyle \mathbf {v} (x,t)}對位置變數有週期性也就表示對於任何的{\displaystyle i=1,2,3}，以下的式子均成立：
{\displaystyle \mathbf {v} (x+e_{i},t)=\mathbf {v} (x,t){\text{ for all }}(x,t)\in \mathbb {R} ^{3}\times [0,\infty ).}
因此方程式不是在整個空間，而是在一商空間 {\displaystyle \mathbb {R} ^{3}/\mathbb {Z} ^{3}}，也就是一個3維環面：
{\displaystyle \mathbb {T} ^{3}=\{(\theta _{1},\theta _{2},\theta _{3}):0\leq \theta _{i}<2\pi \,,\quad i=1,2,3\}.}
有上述的說明後，可以說明需要的假設。初始條件{\displaystyle \mathbf {v} _{0}(x)}假設是一個光滑及无散度的函數，外力也是一個光滑函數。滿足以下的條件：
3. {\displaystyle \mathbf {v} (x,t)\in \left[C^{\infty }(\mathbb {T} ^{3}\times [0,\infty ))\right]^{3}\,,\qquad p(x,t)\in C^{\infty }(\mathbb {T} ^{3}\times [0,\infty ))}
4. 存在一常數{\displaystyle E\in (0,\infty )}使得{\displaystyle \int _{\mathbb {T} ^{3}}\vert \mathbf {v} (x,t)\vert ^{2}dx<E}對於所有{\displaystyle t\geq 0\,.}
和之前的條件類似，條件3表示函數是光滑及全局定義，條件4表示此解的動能在全局中有上下界。

### 週期性的千禧年大獎難題描述
(C){\displaystyle \mathbb {T} ^{3}}空間下納維-斯托克斯方程式解的存在性及光滑性
令{\displaystyle \mathbf {f} (x,t)\equiv 0}，對於任何滿足上述假設的初始條件{\displaystyle \mathbf {v} _{0}(x)}，納維-斯托克斯方程式存在一光滑及全局定義的解，就是存在一速度向量{\displaystyle \mathbf {v} (x,t)}及壓強{\displaystyle p(x,t)}滿足上述的條件3及條件4。
(D){\displaystyle \mathbb {T} ^{3}}下納維-斯托克斯方程式解存在性的反證
存在一初始條件{\displaystyle \mathbf {v} _{0}(x)}及外力{\displaystyle \mathbf {f} (x,t)}使得納維-斯托克斯方程式不存在一解滿足上述條件3及條件4。

## 部分結果
1. 二維空間下的納維-斯托克斯問題已在1960年代得證：存在光滑及全局定義解的解[2]。
2. 在初速{\displaystyle \mathbf {v} (x,t)}相當小時此問題也已得證：存在光滑及全局定義解的解[1]。
3. 若給定一初速{\displaystyle \mathbf {v} _{0}(x)}，且存在一有限、依{\displaystyle \mathbf {v} _{0}(x)}而變動的時間T，使得在{\displaystyle \mathbb {R} ^{3}\times (0,T)}的範圍內，納維-斯托克斯方程有平滑的解，還無法確定在時間超過T後，是否仍存在平滑的解[1]。
4. 數學家讓·勒雷在1934年時證明了所謂納維-斯托克斯問題弱解的存在，此解在平均值上滿足納維-斯托克斯問題，但無法在每一點上滿足[3]。

## 腳註
1. ↑  更精準地說，{\displaystyle p({\boldsymbol {x}},t)}是流體壓強除以流體密度後的商，對於不可壓縮的勻質流體，密度為一定值。

## 外部連結
- The Clay Mathematics Institute's Navier–Stokes equation prize
- Why global regularity for Navier–Stokes is hard （页面存档备份，存于） — Possible routes to resolution are scrutinized by Terence Tao.
- Fuzzy Fluid Mechanics
- Navier–Stokes existence and smoothness (Millennium Prize Problem) A lecture on the problem by Luis Caffarelli